# Murder One
Murder One – pierwszy długogrający album studyjny brytyjskiej heavymetalowej grupy Killers. Wydany został w 1992 nakładem wytwórni Zoo Entertainment – jednej z filii BMG.
Celem tworzenia albumu grupa w nowym składzie (do Paula Di'Anno, Cliffa Evansa i Steve'a Hopgooda dołączyli Gavin Cooper i Nick Burr) miała udać się do położonego na odludziu motelu, którego właściciel posiadał studio nagraniowe. Kompozycje i teksty napisano w ciągu dwóch tygodni, a nagranie ich zajęło tylko miesiąc. Ostatnie poprawki zostały wykonane w nowojorskim studio The Powerstation.
W 2007 Paul Di'Anno udostępnił na pewien czas wszystkie utwory z albumu w formacie mp3 na swojej stronie internetowej. Obecnie nie znajdują się już na serwerze.
Murder One zawiera w większości materiał własny Killers. Wyjątkami są utwór "Children of the Revolution", który w oryginale wykonywany był przez brytyjską grupę T. Rex oraz "Remember Tomorrow", pierwotnie należący do repertuaru byłego zespołu Di'Anno, Iron Maiden.

## Lista utworów
1. "Impaler" – 4:00
2. "The Beast Arises" – 4:45
3. "Children of the Revolution" (cover T. Rex; muz. i sł. Marc Bolan) – 3:38
4. "S & M" – 7:31
5. "Takin' No Prisoners" – 5:47
6. "Marshall Lokjaw" – 4:35
7. "Protector" – 4:53
8. "Dream Keeper" – 5:31
9. "Awakening" – 5:22
10. "Remember Tomorrow" (cover Iron Maiden; muz. Steve Harris, sł. Paul Di’Anno) – 5:36

Wszystkie utwory są autorstwa grupy Killers, poza oznaczonymi powyżej.

## Twórcy
| Killers w składzie - Paul Di’Anno – śpiew - Steve Hopgood – perkusja - Cliff Evans – gitara - Gavin Cooper – gitara basowa - Nick Burr – gitara, wokal wspierający | Gościnnie - Joy Catapano – wokal wspierający (utwór 3) | Personel - Rob Fraboni – producent, realizacja nagrań, miksowanie - Tom Walters – asystent producenta - John Hanlon – miksowanie - Dan Gellert – miksowanie (asystent) - Chris Albert – miksowanie (asystent) |